# دیرینه گرما

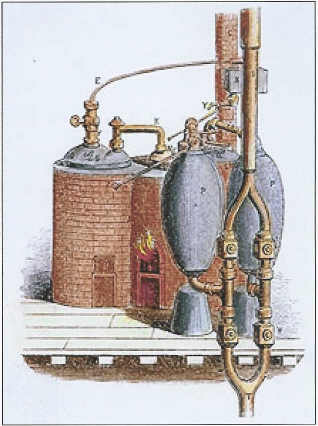
موتور ساوری (1698)، نخستین موتور بخار با کاربری تجاری دنیا که توسط توماس ساوری ساخته شده است

دیرینه یا تاریخ گرما (به انگلیسی: History of heat) دیرینهٔ برجسته‌ای در دیرینه دانش است. این دانش از زمانی که انسانیان نخستین به تولید آتش می‌پرداختند تا هم‌اکنون که فیزیک‌دان حال حاضر دنیا در حال بررسی علل طبیعی میکروسکوپی گرما هستند پرسش وار ادامه دارد. در توجیه پدیده گرما نظریات گوناگونی ارائه گشت که می‌توان به نظریه فلوژیستون، نظریه کالریک، تئوری گرما و نظریات ترمودینامیک اشاره کرد. خود تاریخ گرما زمینه‌ساز و پیش‌ساز دانشی گشت که آن را پیشینه ترمودینامیک می‌نامیم.